# Sečenovo
Sečenovo (in russo Се́ченово) è un villaggio della Russia europea centro-orientale, nell'oblast' di Nižnij Novgorod, capoluogo del rajon Sečenovskij.
Fondata nel 1552 con il nome di Teplyj Stan, nel 1945 ha assunto la denominazione attuale in onore del fisiologo Ivan Michajlovič Sečenov.